# Nova Scotia Highway 103
Der Nova Scotia Highway 103 (NS 103) befindet sich in der kanadischen Provinz Nova Scotia, er hat eine Länge von 294 km. Der Highway beginnt im Süden von Halifax und endet in Yarmouth. Die Route ist als Feeder Route Bestandteil des National Highway Systems. In Erinnerung an die Fischer von Nova Scotia, die bei ihrer Arbeit auf dem Meer umkamen, wurde der Highway 2013 zum Fishermen's Memorial Highway benannt.

## Verlauf
Der Highway beginnt am Highway 102 im Südwesten von Halifax, er verläuft von dort in nordwestlicher Richtung bis zur St. Margarets Bay. Die Route verläuft im Wesentlichen parallel zur Ostküste der Nova-Scotia-Halbinsel und erschließt diese. Sie dient dabei als Umgehungsstraße um die Ortschaften, über weite Teile ersetzt Highway 103 seinen Vorgänger, Highway 3. Dieser führt mit seinen noch bestehenden Teilstücken die Orte direkt, bzw. führt auch näher an die Küste heran.
Ab St. Margarets Bay geht es entlang der Küste in südwestlicher Richtung. Bei Mahone Bay zweigt Highway 3 nach Lunenburg ab, die zum  UNESCO-Weltkulturerbe gehört. Bei Barrington ändert Highway 103 seine Richtung nach Nordwesten hin und endet dann in Yarmouth.
Streckenweise verläuft der Highway durch die Randbereiche, die sogenannte Transition Zone, des Biosphärenreservates Southwest Nova.